# رنح جذعي
الرنح الجذعي هو مشية واسعة النطاق "بحار مخمور" تتميز ببدايات وتوقفات غير مؤكدة، وانحرافات جانبية وخطوات غير متساوية. وهو عدم استقرار الجذع وغالباً ما يتم رؤيته أثناء الجلوس. يكون أكثر وضوحًا عند تغيير الوضع أو المشي من الكعب إلى أخمص القدمين.
ونتيجة لهذا الضعف في المشية، فإن السقوط يشكل مصدر قلق للمرضى الذين يعانون من الرنح.
يؤثر الرنح الجذعي على العضلات القريبة من الجسم مثل الجذع وحزام الكتف وحزام الورك. وتشارك في استقرار المشية.
يختلف الرنح الجذعي عن الرنح الزائدي. يؤثر الرنح الزائدي على حركات الذراعين والساقين. وهو ناجم عن آفات نصفي الكرة المخيخية.

## أسباب
يحدث الرنح الجذعي بسبب تلف الخط الأوسط في الدودة المخيخية. هناك ما لا يقل عن 34 حالة تسبب الرنح الجذعي.

## الأسباب

### شائعة
- تسمم كحولي[3]
- رنح مخيخي المنشأ[3]
- تصلب متعدد[3]
- رنح فريدريخ[3]

### غير شائعة
- سوء تغذية الكظرية وبيضاء الدماغ[4]
- متلازمة داندي ووكر[4]
- صرع[4]
- رنح انتيابي[4]
- الرنح المخيخي ما بعد الإصابة الفيروسية[3]
- داء غيرستمان-ستراوس[4]
- مرض ماتشادو جوزيف[4]
- صغر الرأس[4]
- تحلل مخيخي مصاحب للورم[3]
- كثارة التلافيف[4]
- متلازمة ريت[4]
- رنح نخاعي مخيخي[4]
- تسلخ الشريان الفقري[3]